# Orchard Cook
Orchard Cook (* 24. März 1763 in Salem, Province of Massachusetts Bay; † 12. August 1819 in Wiscasset, Massachusetts) war ein US-amerikanischer Politiker. Zwischen 1805 und 1811 vertrat er den Bundesstaat Massachusetts im US-Repräsentantenhaus.

## Werdegang
Orchard Cook besuchte die öffentlichen Schulen seiner Heimat und arbeitete danach im Handel. Im Jahr 1786 war er Assessor im Pownal Borough und von 1795 bis 1797 Ratsschreiber (Town Clerk) in New Milford im damaligen Maine-Distrikt des Staates Massachusetts, aus dem im Jahr 1820 der Staat Maine hervorging. Dort war er auch Friedensrichter. Zwischen 1799 und 1810 arbeitete er als Berufungsrichter im Lincoln County. Im Jahr 1798 war er auch als Assistant Assessor im 25. Verwaltungsbezirk von Massachusetts tätig. In den Jahren 1800 bis 1805 fungierte er als Vorstandsmitglied des Bowdoin College. Politisch wurde er Mitglied der Ende der 1790er Jahre von Thomas Jefferson gegründeten Demokratisch-Republikanischen Partei.
Bei den Kongresswahlen des Jahres 1804 wurde Cook im 16. Wahlbezirk von Massachusetts in das US-Repräsentantenhaus in Washington, D.C. gewählt, wo er am 4. März 1805 die Nachfolge von Samuel Thatcher antrat. Nach zwei Wiederwahlen konnte er bis zum 3. März 1811 drei Legislaturperioden im Kongress absolvieren. Im Jahr 1810 verzichtete er auf eine weitere Kandidatur.
Im Jahr 1811 wurde Orchard Cook Sheriff im Lincoln County. Ebenfalls ab 1811 war er Posthalter in Wiscasset, wo er am 12. August 1819 starb.